# Kevin Akpoguma
Kevin John Ufuoma Akpoguma (* 19. April 1995 in Neustadt an der Weinstraße) ist ein deutsch-nigerianischer Fußballspieler. Der Innenverteidiger steht bei der TSG 1899 Hoffenheim unter Vertrag.

## Karriere

### Vereine
Jugend
Kevin Akpoguma wurde als Sohn einer Deutschen und eines Nigerianers in Neustadt an der Weinstraße geboren und begann mit dem Fußballspielen in Speyer (SpVgg RW 1921 Speyer und SV SW 1934 Speyer). Über den FC Bavaria Wörth (bis zur D-Jugend) und FC 1908 Neureut gelangte er im Sommer 2007 in die Jugendabteilung des Karlsruher SC.

#### Karlsruher SC
Ab der Saison 2010/11 spielte er zwei Jahre in der U17-Bundesliga (47 Spiele; 9 Tore). Zur Saison 2012/13 gehörte er dann dem Kader der U19 des KSC, die in der A-Jugend-Bundesliga spielte, sowie dem Kader der ersten Mannschaft in der 3. Liga an. Am 10. November 2012 stand er beim 2:0-Sieg im Heimspiel gegen den SV Darmstadt 98 als Innenverteidiger in der Startaufstellung. Am 26. Januar 2013 (23. Spieltag) erzielte er beim 3:2-Sieg im Auswärtsspiel gegen den VfL Osnabrück mit dem Treffer zum zwischenzeitlichen 3:0 in der 55. Minute sein erstes Tor – und wurde damit im Alter von 17 Jahren und 282 Tagen zum bis dato jüngsten Torschützen der Ligageschichte. Insgesamt absolvierte Akpoguma in dieser Spielzeit, neben den Einsätzen für die A-Jugend, 8 Pflichtspiele in der 3. Liga für den KSC. Akpoguma und der Karlsruher SC beendeten die Spielzeit auf dem 1. Tabellenplatz und stiegen als Drittligameister in die 2. Bundesliga auf.

#### TSG 1899 Hoffenheim
Zur Saison 2013/14 wechselte Akpoguma zum Bundesligisten TSG 1899 Hoffenheim. In Hoffenheim kam Akpoguma in den nächsten zwei Spielzeiten zunächst nur in der Regionalliga Südwest für die 2. Mannschaft der TSG zum Einsatz.
Leihe zu Fortuna Düsseldorf
Zur Saison 2015/16 wechselte er auf Leihbasis für zwei Jahre zu Fortuna Düsseldorf in die 2. Bundesliga. Für Düsseldorf stand Akpoguma in der 2. Bundesliga regelmäßig in der Startelf, bis er sich im April 2017 beim Ligaspiel gegen den FC St. Pauli schwer am Halswirbel verletzte.
Überraschend schnell erholte sich Akpoguma in der Reha in Hoffenheim und nur 78 Tage nach der schweren Verletzung gab er im Oktober 2017 sein Debüt in der 1. Bundesliga als er zu Beginn der 2. Halbzeit in der Partie gegen den VfL Wolfsburg für Stefan Posch eingewechselt wurde. Im Laufe der Saison 2017/18 spielte sich Akpoguma fest in die Startelf der TSG und hatte damit auch einen großen Anteil am überraschenden 3. Tabellenplatz und der erstmaligen Qualifikation der TSG Hoffenheim für die UEFA Champions League. In der folgenden Saison 2018/19 spielte Akpoguma im Oktober 2018 beim Heimspiel gegen Manchester City zum ersten Mal in der Champions League, allerdings verlor er im Laufe der Hinrunde seinen Stammplatz und saß immer häufiger nur auf der Ersatzbank oder stand gar nicht im Spieltagskader.
Leihe zu Hannover 96
Zum 1. Januar 2019 wechselte Akpoguma auf Leihbasis bis zum Ende der Saison 2018/19 zu Hannover 96. Nach 4 Bundesligaeinsätzen fiel er mit einer Schulterverletzung bis zum Saisonende aus. Nach dem Abstieg von Hannover 96 in die 2. Bundesliga verließ er den Verein mit dem Ende seines Leihvertrages.
Rückkehr zu Hoffenheim
In der Saison 2019/2020 brachte es Akpoguma für Hoffenheim auf 18 Bundesligaeinsätze. Er spielte des Öfteren über 90 Minuten, konnte sich aber nicht komplett in der Mannschaft durchsetzen und kam so gegen Ende der Saison auf immer weniger Einsatzzeit. In der Saison 2020/2021 wollte er unter dem neuen Trainer Sebastian Hoeneß neu durchstarten. Das gelang dem Innenverteidiger auch ganz gut und er bestritt die ersten 13 Pflichtspiele komplett und verpasste keine einzige Minute. Anfang 2021 verletzte er sich allerdings am Oberschenkel und er konnte bis dahin 19 Pflichtspiele bestreiten und sogar eine Torvorlage bei dem Bundesligaspiel gegen Mönchengladbach beisteuern. Im Juni 2023 wurde sein auslaufender Vertrag bis Sommer 2026 verlängert.

### Nationalmannschaft
Akpoguma wurde fünfmal in der U16-Nationalmannschaft eingesetzt. Er spielte ebenfalls für die U17-Auswahl, mit der er im Sommer 2012 an der Europameisterschaft in Slowenien teilnahm und den zweiten Platz belegte. Am 14. November 2012 wurde er von Trainer Horst Hrubesch im Länderspiel gegen Italien als Stürmer der U18 eingesetzt – und erzielte prompt in dem mit 3:0 gewonnenen Spiel zwei Tore. Seit 2013 war Akpoguma Spieler der U19-Nationalmannschaft, mit der er 2014 Europameister wurde, wobei er als Verteidiger zum Einsatz kam. Seit September 2014 spielte er in der U20-Nationalmannschaft, als deren Kapitän er 2015 an der Weltmeisterschaft in Neuseeland teilnahm. Von 2016 bis 2017 spielte Akpoguma siebenmal für die deutsche U21-Nationalmannschaft.
Im September 2020 entschied sich Akpoguma, künftig für die nigerianische Nationalmannschaft zu spielen. Sein Debüt für Nigeria absolvierte Akpoguma im Oktober 2020 bei einem Freundschaftsspiel gegen Algerien, das erste Pflichtspiel folgte einen Monat später gegen Sierra Leone in der Qualifikation für den Afrika-Cup. Für den Afrika-Cup 2022 wurde Akpoguma nach der Entlassung des deutschen Nationaltrainers Gernot Rohr überraschend nicht nominiert.

## Erfolge und Auszeichnungen
Karlsruher SC
- Meister der 3. Liga: 2012/13
- Aufstieg in die 2. Bundesliga: 2012/13

Deutsche Nationalmannschaft
- U19-Europameister: 2014

Persönliche Auszeichnungen
- Fritz-Walter-Medaille 2013 in Gold[19] (Bester U-18-Nachwuchsspieler)